# Șilindia, Arad
Șilindia (în maghiară: Selénd) este satul de reședință al comunei cu același nume din județul Arad, Crișana, România.

## Așezare
Localitatea Șilindia se află situată în Depresiunea Crișului Alb, la poalele de Nord ale Dealurilor Cigherului, pe Râul Cigher, la o distanță de 54 km față de municipiul Arad.

## Istoric
Prima atestare documentară a localității Șilindia datează din anul 1334.
Pe teritoriul așezării a fost descoperit în anul 1967 un tezaur dacic datat din secolul al IIIlea î.Hr., fiind considerat unul dintre cele mai importante tezaure descoperite pe teritoriul României.

## Economia
Economia este predominant agrară, majoritatea populației din zonă fiind ocupată cu cultivarea cerealelor, a plantelor de nutreț, cu pomicultura, cu creșterea animalelor și cu prelucrarea lemnului.

## Turism
- Biserica ortodoxă
- Biserica romano-catolică
- Monumentul Eroilor căzuți în primul război mondial
- Monumentul Eroilor căzuți în cel de-al doilea război mondial